# Gråbröstad hackspett
Gråbröstad hackspett (Melanerpes hypopolius) är en fågel i familjen hackspettar inom ordningen hackspettartade fåglar. Den är endemisk för ökenartade områden i Mexikos inland. Arten tros minska i antal, men beståndet anses vara livskraftigt.

## Utseende och läte
Gråbröstad hackspett är en 19–21 cm lång rätt färglös hackspett. Fjäderdräkten är övervägande gråaktig, med en vitaktig fläck i pannan och ett svartvitbandad rygg. Hanen har en röd fläck på hjässan som honan saknar. Lätena är varienda, från nasala "yek-a yek-a” till serier med vanligen fyra torra skallrande toner. Jämfört med gulpannad hackspett är rösten mörkare och hårdare. Arten trummar högljutt, mestadels när en inkräktare i reviret finns i närheten.

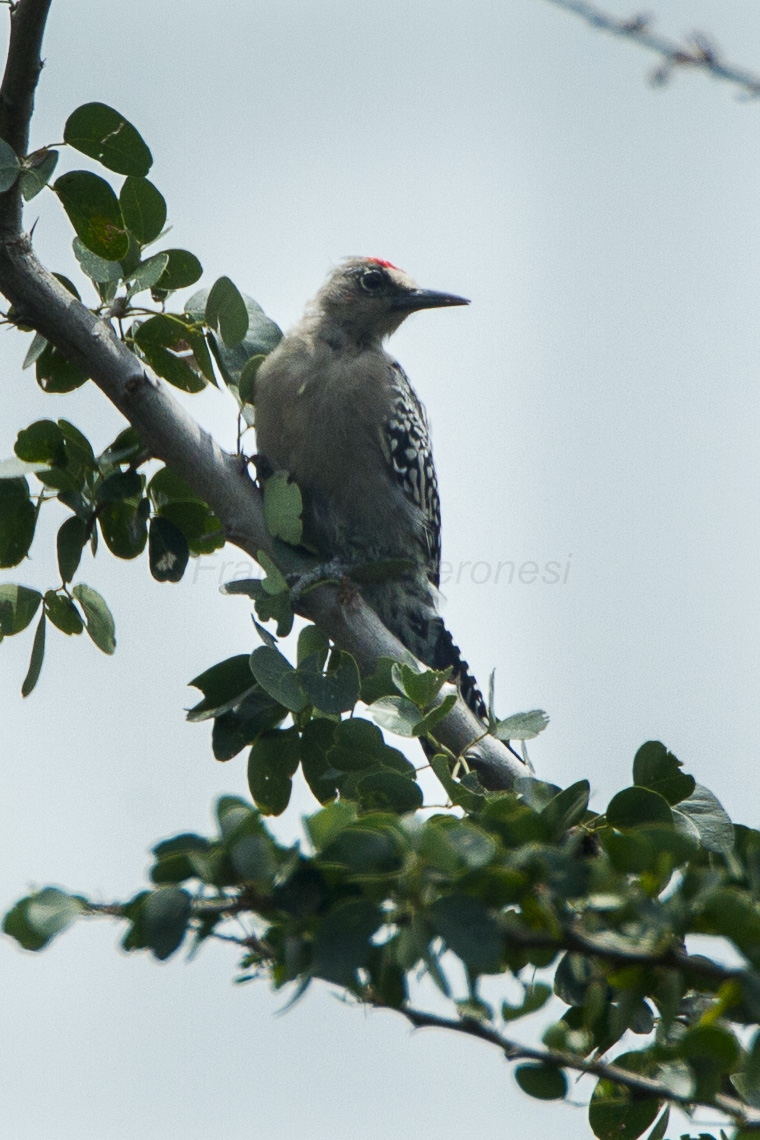

## Utbredning och systematik
Fågeln förekommer i inre sydvästra Mexiko (norra Guerrero och Morelos till öst-centrala Oaxaca). Den behandlas som monotypisk, det vill säga att den inte delas in i några underarter. Arten har tidigare behandlats som underart till kaktusspetten.

## Levnadssätt
Gråbröstad hackspett hittas i öppna eller delvis öppna torra områden med kaktusar eller annan vegetation, även i små städer och byar. De födosöker i grupper om tre till tio fåglar på jakt efter frukt och insekter som termiter och cikador som de till och med kan ses fånga i luften. Fåglarna häckar kooperativt i kolonier i träd eller kaktusar.

## Status och hot
Arten har ett stort utbredningsområde, men tros minska i antal, dock inte tillräckligt kraftigt för att den ska betraktas som hotad. Internationella naturvårdsunionen IUCN listar därför arten som livskraftig (LC). Beståndet uppskattas till i storleksordningen 20 000 till 50 000 vuxna individer.